# Dear Feeling
『Dear Feeling』（ディア・フィーリング）は、北海道出身の女性歌手KOTOKO TO AKIの1作目のEPである。2000年12月29日にFUCTORY Records・ビジュアルアーツから発売された。

## 概要
- I've製作・FUCTORY Recordsよりインディーズリリースで、コミックマーケット59の会場および後日通販で販売された。
- 本作は2000年後半歌手活動を開始してI'veに入ったばかりKOTOKO、そしてAKIのI'veに関係する初のリリースとなる。また、KOTOKOの自主制作アルバム『空を飛べたら…』と同時発売。
- 表題曲である「prime」とカップリング曲「空より近い夢 -Second Track-」はKOTOKOとAKIとのデュエットで、残りのカップリングとして2人によるソロ曲がそれぞれ収録されている。ボーナストラックとして、当時発売のI'veコンピレーションアルバム第1弾『regret』と第2弾『verge』のメドレーが収録されている。
- 表題曲「prime」はプロモーションビデオが制作されており、ニューヨークにて撮影している。プロモーションビデオのショートバージョンとメイキング映像が同じくC59の会場および後日通販で販売DVD『prime prototype』に収録されている。
- カップリング曲「空より近い夢 -Second Track-」は、『verge』に収録されたMELL & MIKIが歌唱原曲「空より近い夢」のカヴァーバージョンである。
- KOTOKOのソロ曲「明日の向こう」は、本人がI'veで最初にレコーディングした曲である。本人がこの曲について「これはあるゲームの主題歌用に書いた曲で、別の方が歌う予定だったんですがゲームの企画がなくなってしまって。それで「試しに歌ってみて」と言われてオーディションを受けて、次の日くらいにはレコーディングしてました」とコメントした[2]。
- 本作を発売後、彼女らは2001年に「KOTOKO TO AKI」として活動を続け「恋愛CHU!」「SAVE YOUR HEART」「夏草の線路」などの楽曲をPCゲームの主題歌に起用されていたが、PCゲームのサウンドトラックしか収録されず、その後AKIがI'veから脱退したため、「KOTOKO TO AKI」名義でのリリースした作品は本作しかない。
- 2009年、KOTOKOが「prime」をセルフカヴァーし、「prime -"thank you" and "from now"-」というタイトルを付いた新録バージョンがI'veのコンピレーションアルバム「I've MANIA Tracks Vol.II」に収録された[3]。

## 収録曲
| 全作曲・編曲: 高瀬一矢。 |                                                       |           |            |               |       |
| #                        | タイトル                                              | 作詞      | 作曲・編曲 | 歌            | 時間  |
| 1.                       | 「prime」                                             | KOTOKO    | 高瀬一矢   | KOTOKO TO AKI | 4:22  |
| 2.                       | 「Over」(PCゲーム『MAVERICK MAX』エンディングテーマ)  | SAYUMI    | 高瀬一矢   | AKI           | 3:45  |
| 3.                       | 「空より近い夢 -Second Track-」                       | 高瀬一矢  | 高瀬一矢   | KOTOKO TO AKI | 5:40  |
| 4.                       | 「明日の向こう」                                      | 高瀬一矢  | 高瀬一矢   | KOTOKO        | 4:57  |
| 5.                       | 「prime」(Instrumental)                               |           | 高瀬一矢   |               | 4:29  |
| 6.                       | 「regret -spin style-」(アルバム『regret』のメドレー) |           | 高瀬一矢   |               | 12:56 |
| 7.                       | 「verge -spin style-」(アルバム『verge』のメドレー)   |           | 高瀬一矢   |               | 14:19 |
| 合計時間:                | 合計時間:                                             | 合計時間: | 合計時間:  | 50:28         |       |